# Kishida Kyoudan & The Akeboshi Rockets
Kishida Kyoudan & The Akeboshi Rockets (Japonsky: 岸田教団&THE明星ロケッツ) je japonská rocková hudební skupina, která je zapsána pod společností Warner Bros. a NBCUniversal. Počátky této skupiny sahají do roku 2004, kde se jednalo pouze o jednočlenné uskupení. Více členů se přidalo v roce 2007, následně se v roce 2010 proslavili s jejich hlavním singlem. Jednalo se o znělku japonského anime Highschool of the Dead.